# Evangelisches Gymnasium Doberlug-Kirchhain
Das Evangelische Gymnasium Doberlug-Kirchhain ist ein Gymnasium in Doberlug-Kirchhain. Das Gymnasium wurde im Jahr 2014 von 315 Schülern besucht. Aktuell unterrichten 27 Lehrer an der Schule.

## Geschichte
Das Gymnasium wurde durch den evangelischen Träger am 8. August 2005 in den Gebäuden des im Jahr 2003 geschlossenen Gerberstadt-Gymnasiums gegründet. In der ersten Klassenstufe 7 wurden 50 Schüler eingeschult. Es arbeiteten 10 Lehrer an der Schule. Zum Ende des Schuljahres 2008/09 wurden zum ersten Mal Prüfungen zum Ende der Jahrgangsstufe 10 abgenommen. Schließlich wurde im Jahr 2009 die Arbeit in der Sekundarstufe II mit der Klasse 11 begonnen. Im Jahr 2010 waren 70 Schüler in der Oberstufe. Im Jahr 2011 verließ der erste Abiturjahrgang die Schule. Das Gymnasium feierte im Jahr 2015 sein 10-jähriges Bestehen.

## Gebäude
Das Evangelische Gymnasium Doberlug-Kirchhain benutzt vier Gebäude.
Hauptgebäude
Im Hauptgebäude des Gymnasiums befinden sich die Fachräume für die Fächer Biologie, Mathematik, Deutsch, Geografie, Geschichte, Kunst, Musik und Fremdsprachen. Außerdem gibt es ein Computerkabinett und eine Aula.
Technikum
Nach einer Renovierung des Technikums, früher auch Polytechnisches Zentrum, stehen Fachräume für Physik, Chemie, Biologie und Informatik zur Verfügung.
Sporthalle
In der durch die Stadt vermieteten Sporthalle findet der Sportunterricht aller Klassen statt. Zusätzlich wird der 1,7 km entfernte Sportplatz in Kirchhain vorwiegend im Sommer genutzt.
Sternwarte
Ebenfalls auf dem Schulgelände liegt die 1988 eingeweihte Sternwarte, die gleichzeitig seit 1991 Sitz des Vereins Kirchhainer Sternfreunde e.V. ist. Mit einer äquatorialen Süd-Sonnenuhr und einem Kuppeldurchmesser von drei Metern ist sie eine der modernsten Sternwarten des Landes Brandenburg. Darüber hinaus wird hier die Arbeitsgemeinschaft Astronomie unterrichtet.

## Besonderheiten
Neben einem Ganztagsangebot zeichnet sich das Gymnasium durch sein Fremdsprachenangebot aus; angeboten werden neben der ersten Fremdsprache Englisch die Sprachen Französisch, Chinesisch, Russisch und Latein.

## Musical-Projekt
Das Evangelische Gymnasium Doberlug-Kirchhain führt regelmäßig Musical-Projekte auf. Nach drei Jahren Pause wurde 2023 das Musical "Isaak – So sehr geliebt" aufgeführt, das die biblische Geschichte von Isaak und Abraham erzählt. Rund 100 Schüler der Klassen 7–12 wirkten in Schauspiel, Chor, Tanz, Band und Bühnenbildgestaltung mit. Im Juli 2025 wird das Adonia-Musical "77 – Wie Gott mir, so ich dir" aufgeführt, das von Schuld, Vergebung und einem Maharadscha in Indien handelt. Eine der Aufführungen findet in der Mehrzweckhalle Doberlug-Kirchhain statt.